# Смикарівка
Сми́карівка — село в Україні, в Есманьській селищній громаді Шосткинського району Сумської області. Населення становить 34 осіб. До 2020 орган місцевого самоврядування — Пустогородська сільська рада.

## Географія
Село Смикарівка розташоване на правому березі річки Смолянки, вище за течією за 1 км розташоване село Смолине, нижче за течією на відстані 2 км розташоване село Степанівка.

## Історія
12 червня 2020 року, відповідно до розпорядження Кабінету Міністрів України № 723-р «Про визначення адміністративних центрів та затвердження територій територіальних громад Сумської області», село увійшло до складу Есманьської селищної громади.
19 липня 2020 року, в результаті адміністративно-територіальної реформи та ліквідації Глухівського району, село увійшло до складу новоутвореного Шосткинського району.

## Населення

### Мова
Розподіл населення за рідною мовою за даними перепису 2001 року:
| Мова       | Кількість | Відсоток |
| ---------- | --------- | -------- |
| українська | 32        | 94.12%   |
| російська  | 2         | 5.88%    |
| Усього     | 34        | 100%     |